# خط طول 15° غرب
خط طول 15° غرب هو أحد خطوط الطول الجغرافية، والتي تمتد من القطب الشمالي الجغرافي إلى القطب الجنوبي الجغرافي، وحسب التحويل الزمني يتأخر خط طول 15° غرب عن خط غرينتش بـ1 ساعات و0 دقائق.

## من القطب إلى القطب
ينطلق خط طول 15° غرب من القطب الشمالي نحو القطب الجنوبي مرورا بالمناطق التي ترد في الجدول التالي:
| الإحداثيات                         | البلد أو الإقليم أو البحر | ملاحظات                                                               |
| ---------------------------------- | ------------------------- | --------------------------------------------------------------------- |
| 90°0′N 15°0′W / 90.000°N 15.000°W  | المحيط المتجمد الشمالي    |                                                                       |
| 81°55′N 15°0′W / 81.917°N 15.000°W | جرينلاند                  |                                                                       |
| 80°44′N 15°0′W / 80.733°N 15.000°W | المحيط الأطلسي            | بحر غرينلاند                                                          |
| 66°21′N 15°0′W / 66.350°N 15.000°W | آيسلندا                   |                                                                       |
| 64°14′N 15°0′W / 64.233°N 15.000°W | المحيط الأطلسي            |                                                                       |
| 24°35′N 15°0′W / 24.583°N 15.000°W | الصحراء الغربية           | تملكه المغرب                                                          |
| 21°20′N 15°0′W / 21.333°N 15.000°W | موريتانيا                 |                                                                       |
| 16°41′N 15°0′W / 16.683°N 15.000°W | السنغال                   |                                                                       |
| 13°48′N 15°0′W / 13.800°N 15.000°W | غامبيا                    |                                                                       |
| 13°29′N 15°0′W / 13.483°N 15.000°W | السنغال                   |                                                                       |
| 12°41′N 15°0′W / 12.683°N 15.000°W | غينيا بيساو               |                                                                       |
| 10°57′N 15°0′W / 10.950°N 15.000°W | غينيا                     | Katchek Island                                                        |
| 10°46′N 15°0′W / 10.767°N 15.000°W | المحيط الأطلسي            |                                                                       |
| 60°0′S 15°0′W / 60.000°S 15.000°W  | المحيط الجنوبي            |                                                                       |
| 72°4′S 15°0′W / 72.067°S 15.000°W  | القارة القطبية الجنوبية   | أرض الملكة مود، المطالب الإقليمية بالقارة القطبية الجنوبية by النرويج |